# Pedro Tenorio
Pedro Tenorio (Talavera de la Reina, c.1328 - Toledo, 18 de mayo de 1399) fue un religioso y arzobispo español.

## Biografía
Procedía de una familia gallega instalada en Toledo y con fuertes intereses económicos en la zona de Talavera, donde ejercían como auténticos oligarcas. Inició su carrera eclesiástica como arcediano en Toro, obteniendo más tarde una canonjía en Zamora que le reportó estabilidad. Se mantuvo al lado de los Trastámara durante la guerra civil castellana lo que le llevó al exilio en Francia e Italia. Aprovechó este tiempo para ampliar su formación, llegando a dar clases de derecho canónico en Roma y consolidando su posición en la Iglesia.
Regresó a Castilla al tiempo de la instauración del Papado en Aviñón, participando en la batalla de Nájera donde su hermano perdió la vida y él fue capturado. Liberado siete meses después, en 1371 fue nombrado obispo y enviado a la diócesis de Coímbra. En las luchas en la corte castellana y en contra del parecer de Enrique II, el Papa Gregorio XI le nombró arzobispo de Toledo, En los primeros años inició una amplia reforma de los tribunales eclesiásticos, hasta que Juan I le integró en el Consejo Real y adquirió gran notoriedad política.
A partir de ese momento elaboró una gran reforma monástica, participó en la guerra que sostenía el reino con Portugal y fue clave en la posición de Castilla dentro del cisma de Occidente, alineándose con una posición canónicamente impecable al lado del Papa Urbano VI. La crisis que padeció el reino con la muerte de Juan I lo convirtió en pieza clave para la llegada de Enrique III, aunque como miembro del Consejo de Regencia llegó a sufrir cárcel en la conspiración de varios religiosos y nobles por facilitar la invasión de Portugal. En 1393, liberado, retoma su papel protagonista en la Corte, aunque la muerte le sobrevendría seis años después.

## Legado en Toledo

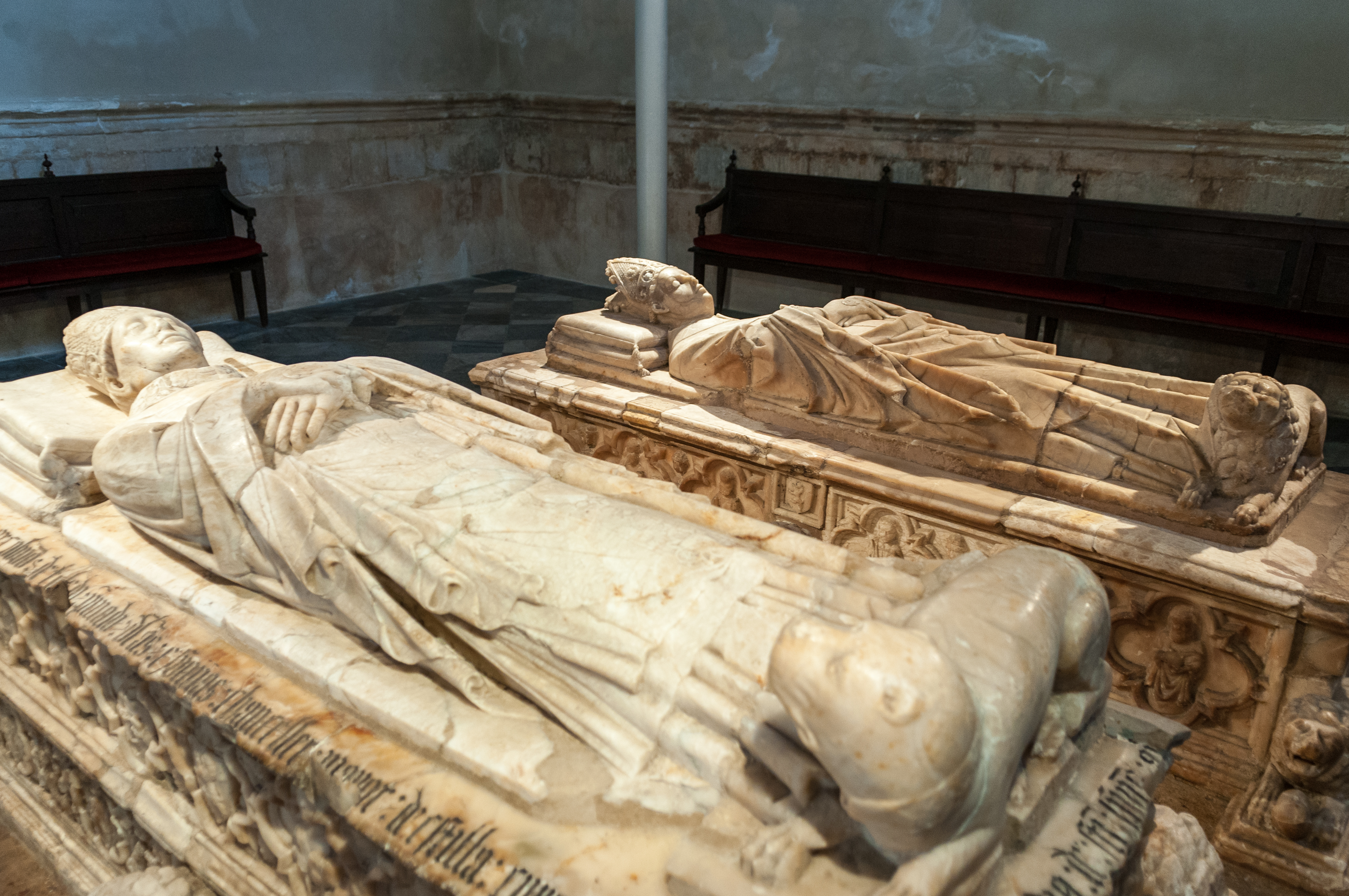
Sepulcros del arzobispo Pedro Tenorio y de su sobrino, Vicente Arias Balboa (Capilla de San Blas de la catedral de Toledo).

Su labor en la ciudad y en la diócesis de Toledo destacó por su gran capacidad constructora, que afectó a la catedral de la ciudad donde mandó edificar el claustro bajo. También mandó edificar dos puentes sobre el río Tajo: el Puente de San Martín en la propia ciudad de Toledo y el llamado en su honor El Puente del Arzobispo, en las cercanías de Talavera (hoy en el municipio homónimo de El Puente del Arzobispo). Dentro del proyecto constructivo del claustro bajo de la catedral manda edificar -para su propio enterramiento- la Capilla gótica de San Blas, una de las joyas de la catedral de Toledo, magníficamente decorada con pinturas murales de estilo gótico florentino.